# Región del Norte (Portugal)
La Región del Norte (en portugués, Região do Norte) es una región situada en el norte de Portugal que contaba con 3 588 701 habitantes en 2021, siendo la región más poblada del país, con una densidad de población de 173,4 habitantes por km² y una superficie total de 21.284 km², siendo la tercera región más extensa del país.
Es una de las siete regiones de Portugal, formada por 1426 freguesias, que comprende 86 municipios y está dividida en las siguientes ocho subregiones: Alto Miño, Alto Tâmega, Área Metropolitana de Oporto, Ave, Cávado, Duero, Támega y Sousa y Tierras de Trás-os-Montes.
La Comissão de Coordenação e Desenvolvimento Regional do Norte (CCDR-N) es el organismo que coordina las políticas medioambientales, la ordenación del territorio, las ciudades y el desarrollo general de esta región, apoyando a los gobiernos locales y las asociaciones.
El norte de Portugal es una región culturalmente variada. Es una tierra de densa vegetación y profunda riqueza histórica y cultural. Lo que hoy es la Región Norte estuvo inicialmente habitada por varias tribus preceltas y celtas antes de comerciar y ser visitada, atacada y conquistada por diversos pueblos, como griegos, cartagineses, romanos, germanos, moros y vikingos.

## Subregiones estadísticas
Comprende 8 subregiones estadísticas. En la actual división regional del país, la Región Norte se divide (de Este para Oeste, de Norte para Sur) en las subregiones de Tierras de Trás-os-Montes, de Alto Támega, de Duero, de Támega y Sousa, de Alto Minho, de Cávado, de Ave y de Gran Área Metropolitana de Oporto. En resumen:
- Región Norte
  - Alto Minho (2255 km², 244 836 hab., 108,6 hab./km²)
  - Alto Támega (2922 km², 94 143 hab., 32,2 hab./km²)
  - Ave (1453 km², 425 411 hab., 292,8 hab./km²)
  - Cávado (1246 km², 410 169 hab., 329,2 hab./km²)
  - Duero (4032 km², 205 157 hab., 50,9 hab./km²)
  - Gran Área Metropolitana de Oporto (2039 km², 1 759 524 hab., 863,0 hab./km²)
  - Támega y Sousa (1832 km², 432 915 hab., 236,4 hab./km²)
  - Tierras de Trás-os-Montes (5544 km², 117 527 hab., 21,2 hab./km²)

## Composición territorial
La Región Norte comprende 86 municipios (un 27,8 % del total nacional).

## Geografía

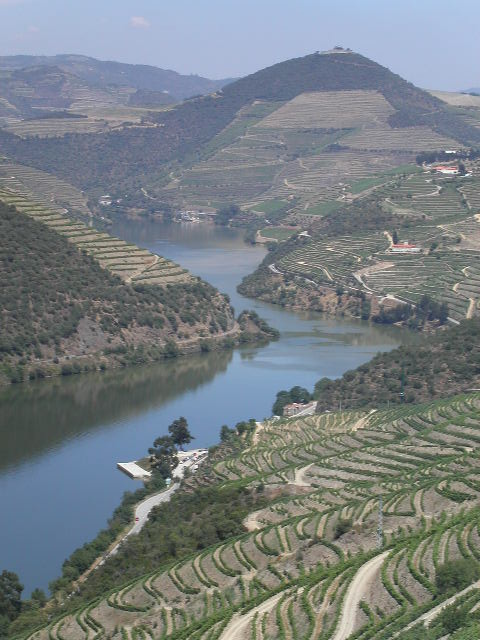
Viñedos en el valle del Duero, expuestos a la aridez estival.

La Región Norte de Portugal es una zona montañosa. Sus macizos montañosos principales son: Serra do Gerês (1544 m), Peneda (1416 m), Marão (1415 m) y Soajo (1415 m). Algunos de los cuales forman parques naturales: el parque nacional de Peneda-Gerês, el parque natural de Montesinho y el parque natural do Alvão.
La costa, conocida como Costa Verde, es una franja plana de tierra rodeada de playas de arena y colinas, la mayor de las cuales es la llanura costera entre los ríos Cávado y Ave. La zona es conocida por el largo tramo de pintorescas dunas de arena que se acumularon durante la Pequeña Edad de Hielo, parte de la cual está protegida en el Parque natural del Litoral Norte.
El río Miño, Limia, Neiva, Cávado, Ave y el Duero son los ríos más prominentes que fluyen hacia el Océano Atlántico. En el interior, el Támega es un importante afluente que desemboca en el río Duero. El Duero es el río más importante de la región y uno de los más importantes de la península ibérica. El río Miño marca la frontera noroccidental portuguesa-española y es el segundo río más importante.
Hay cuatro sitios declarados Patrimonio de la Humanidad por la Unesco: la región vinícola del Alto Duero, los Sitios de arte rupestre prehistórico del valle del Coa, el centro histórico de Oporto y el centro histórico de Guimarães. En toda la región, los ríos, cascadas, viñedos y parcelas fértiles se combinan con los monumentos ancestrales en los centros urbanos.

### Clima
La región tiene un clima mediterráneo (Csb) con cierta influencia oceánica en la costa y un clima mediterráneo continentalizado (Csa) en el interior. El noroeste de Portugal tiene veranos templados e inviernos suaves, influenciados por el Océano Atlántico y la variación de la temperatura diurna rara vez alcanza los 10 °C, mientras que el noreste de Portugal tiene veranos calurosos e inviernos más fríos, por lo tanto, la oscilación térmica puede alcanzar los 20 °C. 
Las precipitaciones son muy irregulares, ya que la topografía y la distancia del mar influyen fuertemente en los niveles de precipitación, incluso a distancias cortas. Las áreas montañosas del interior en el noroeste alrededor de los picos de Peneda, Gerês y Marão tienen la mayor precipitación en todo Portugal, que en invierno suele caer en forma de nieve. El valle del Duero, sin embargo, se encuentra entre las zonas más secas de todo Portugal. Algunas ciudades lluviosas incluyen Vila Real, Braga y, en la costa, Viana do Castelo. La costa tiende a tener un clima cálido, alta irradiación solar y menor precipitación en una franja desde el cabo Santo André hasta el área urbana de Oporto.

## Demografía

### Población
En el año 2021, a través de los censos, la Región Norte registraba 3.588.701 habitantes, concentrando el 34,6% de la población residente en Portugal, comprendiendo ocho subregiones, formadas por 86 municipios y repartidas entre 1426 freguesias. El centro de población de la región se encuentra en el Área Metropolitana de Oporto, con más de 1,7 millones de habitantes y una densidad de población de 844 habitantes por km², siendo la subregión más poblada y la de mayor densidad de población de la región.
| Año       | 2011      | 2012      | 2013      | 2014      | 2015      | 2016      | 2017      | 2018      | 2019      | 2020      | 2021      |
| --------- | --------- | --------- | --------- | --------- | --------- | --------- | --------- | --------- | --------- | --------- | --------- |
| Población | 3.687.224 | 3.666.234 | 3.644.195 | 3.621.785 | 3.603.778 | 3.584.575 | 3.576.205 | 3.572.583 | 3.575.338 | 3.566.374 | 3.588.701 |

La población de la Región Norte ha aumentado un 0,6% desde el año 2020, unos 22.000 habitantes más en comparación con el año 2020, cuando la población se estimaba en 3.566.374 habitantes. En comparación con el censo de 2011, que registró 3.689.682 habitantes, la población de la región ha disminuido un 2,7%. Debido a la crisis financiera, la región registró un saldo negativo entre 2009 y 2018, pasando de 3.712.554 habitantes en 2009 a 3.572.583 habitantes en 2018, reduciendo un 3,9% de la población en nueve años. A partir de 2018, el número de habitantes ha conseguido estabilizarse en la región, situándose en 3,57 millones de habitantes.

### Subregiones
La Región Norte está formada por ocho subregiones, conocidas como Comunidades Intermunicipales o NUTS III, que la componen. El Área Metropolitana de Oporto es la subregión más poblada de la región, y la segunda subregión más poblada del país, contando con más de 1,7 millones de habitantes, seguida del Cávado, con 438 mil habitantes, y Ave, con 418 mil habitantes. Tierras de Trás-os-Montes, con 107 mil habitantes, y Alto Tâmega, con 84 mil habitantes, son las subregiones menos pobladas de la región.
Las seguintes acho subregiones constituem la Região do Norte:
- Alto Tâmega
- Alto Miño
- Área Metropolitana de Oporto
- Ave
- Cávado
- Duero
- Támega y Sousa
- Tierras de Trás-os-Montes